# هيديوكي فوكاساوا
هيديوكي فوكاساوا (深澤秀行 فوكاساوا هيديوكي) هو ملحن ياباني.

## أعماله في الأنمي

### مسلسلات أنمي تلفزيونية
- أزهار الشر
- فيفيدريد أوبيريشن
- فيت/ستاي نايت Unlimited Blade Works
- أنت رهن الإعتقال: فل ثروتل (بالتعاون مع ماسارا نيشيدا)
- ياترمان (2008) (بالتعاون مع ماسآكي جينبو وماسايوكي ياماموتو)
- كاتسوغيكي: توكين رانبو
- أورينت

### أنمي الإنترنت
- منظمة الباكوماتسو إيروهانيهوهيتو

### أفلام أنمي
- فيت/غراند أوردر: منطقة الطاولة المستديرة كاميلوت: الجزء الأول Wandering; Agateram (بالتعاون مع كيتا هاغا)
- فيت/غراند أوردر: منطقة الطاولة المستديرة كاميلوت: الجزء الثاني Paladin; Agateram (بالتعاون مع كيتا هاغا)

## أعماله في ألعاب الفيديو
- سلسلة ألعاب ستريت فايتر
  - ستريت فايتر IV
  - سوبر ستريت فايتر IV
  - سوبر ستريت فايتر IV آركيد إديشن
  - ألترا ستريت فايتر IV
  - ستريت فايتر V
- مارفل فرسس كابكوم 3
- ألتيميت مارفل فرسس كابكوم 3
- ستريت فايتر X تيكن
- تشوز ليجن
- ليلة السحرة
- أونيموشا 2:مصير الساموراي (توزيع الموسيقى)
- أونيموشا: فجر الأحلام (بالتعاون مع جيمي كريستوفرسون)
- دراغون بول زد: بودوكاي تينكايتشي 2

## وصلات خارجية
- هيديوكي فوكاساوا على موقع IMDb (الإنجليزية)
- هيديوكي فوكاساوا على موقع ميوزك برينز (الإنجليزية)
- هيديوكي فوكاساوا على موقع ديسكوغز (الإنجليزية)
- هيديوكي فوكاساوا على موقع قاعدة بيانات الفيلم (الإنجليزية)
- هيديوكي فوكاساوا على موقع ANN person (الإنجليزية)

- صفحة IMDb